# Palac Ukrajina (stanice metra v Kyjevě)
Palac "Ukrajina" (ukrajinsky Палац «Україна») je stanice kyjevského metra na Obolonsko-Teremkivské lince.

## Charakteristika
Stanice je trojlodní, úzké pilíře jsou obloženy červeným smaltem a ocelí. Na konci nástupiště se nachází umělecká kompozice, která vyobrazuje rudoarmějce. Na druhém konci se nachází eskalátory vedoucí do vestibulu s pokladnou a následně do ulice Velyká Vasylkivská.